# Nabój .303 British
.303 British – brytyjski nabój karabinowy wprowadzony do uzbrojenia armii brytyjskiej w 1888 roku jednocześnie z karabinem Lee-Metford. Nominalny kaliber wynosi 0,303 cala (7,7 mm), faktyczna średnica pocisku jest nieco większa.
Nabój .303 był początkowo elaborowany prochem czarnym, ale już w 1891 roku powstała jego wersja elaborowana kordytem. Zmiana materiału miotającego wymusiła dokonanie zmian w karabinie i w rezultacie w 1895 roku do uzbrojenia przyjęto karabin Lee-Enfield zasilany amunicją .303 British elaborowaną prochem bezdymnym.
Nabój .303 British był przepisowym nabojem karabinowym armii brytyjskiej podczas obu wojen światowych. W okresie międzywojennym był także używany przez armię japońską i Wojsko Polskie (głównie jako amunicja do lotniczych karabinów maszynowych). Po II wojnie światowej w Wielkiej Brytanii planowano zastąpienie go nowym nabojem pośrednim .280 Mk1Z, jednak pod wpływem nacisków amerykańskich w NATO ostatecznie jego następcą został nabój 7,62 × 51 mm NATO.

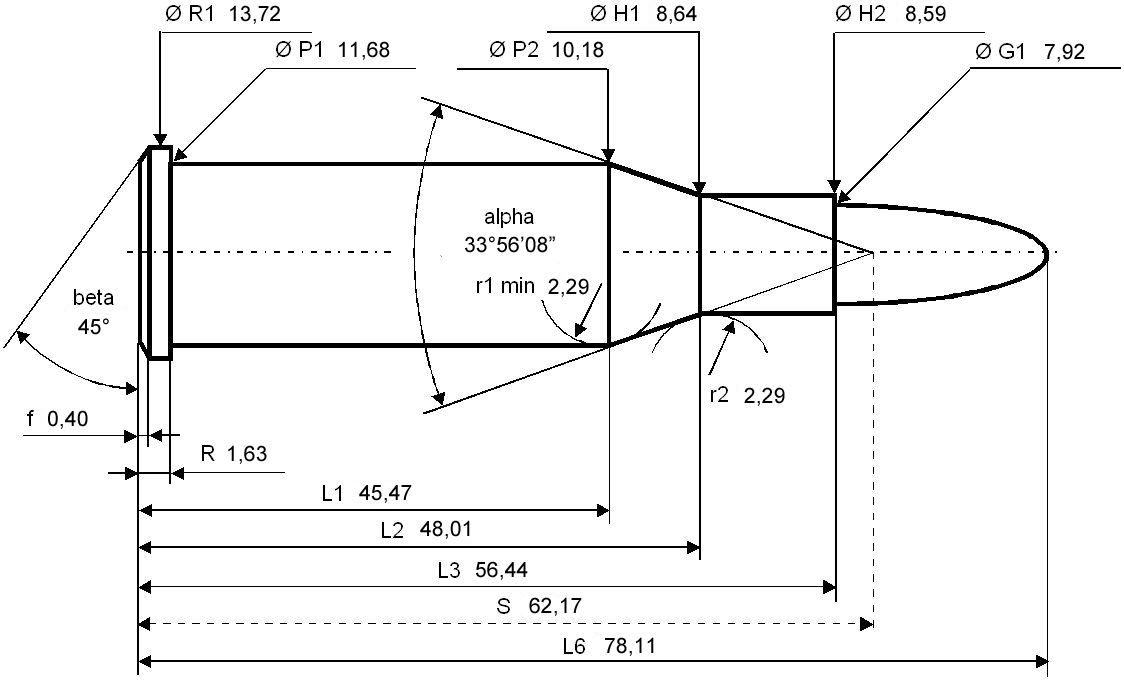
Wymiary naboju (w mm).
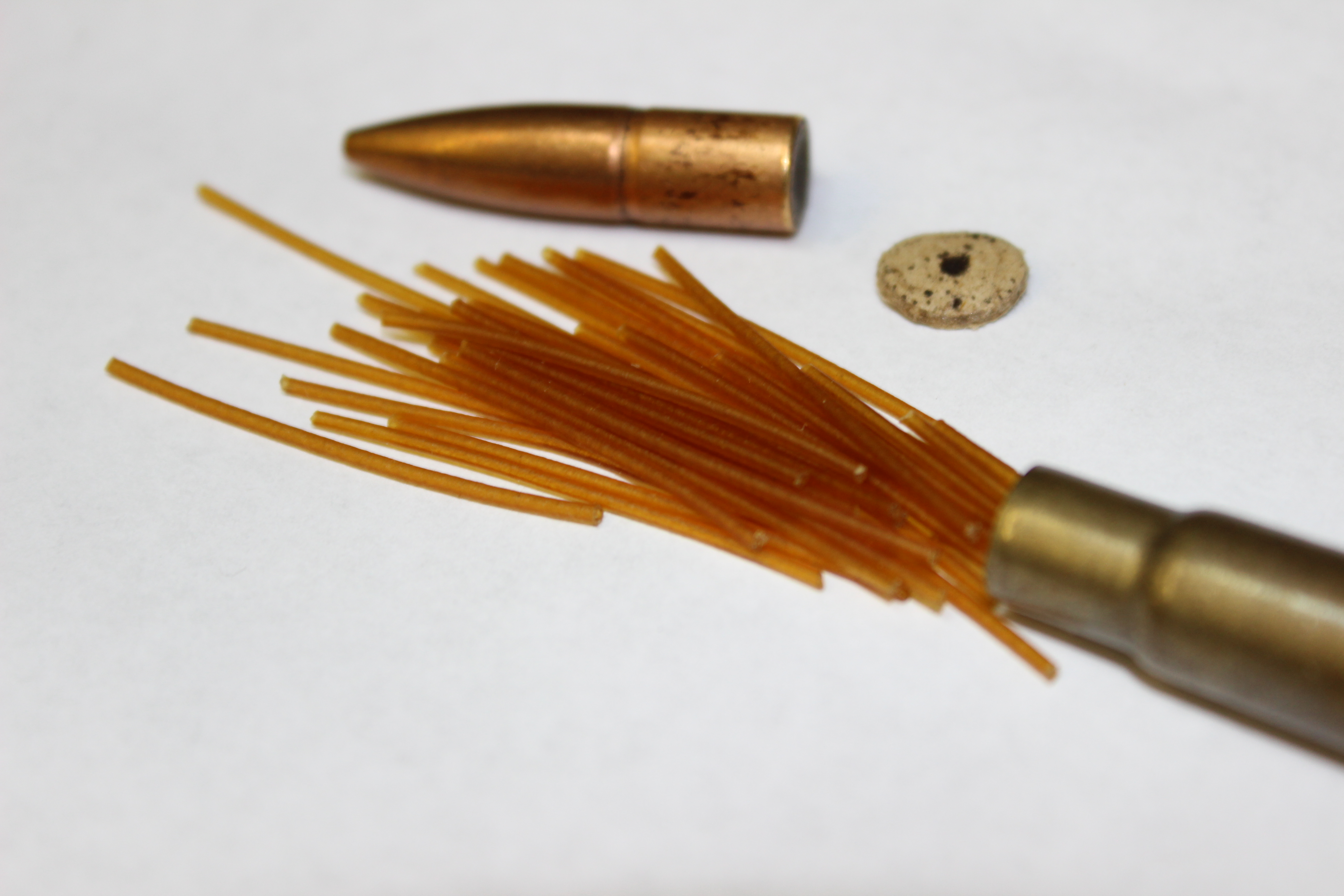
Włókna kordytu – materiał miotający naboju .303 British
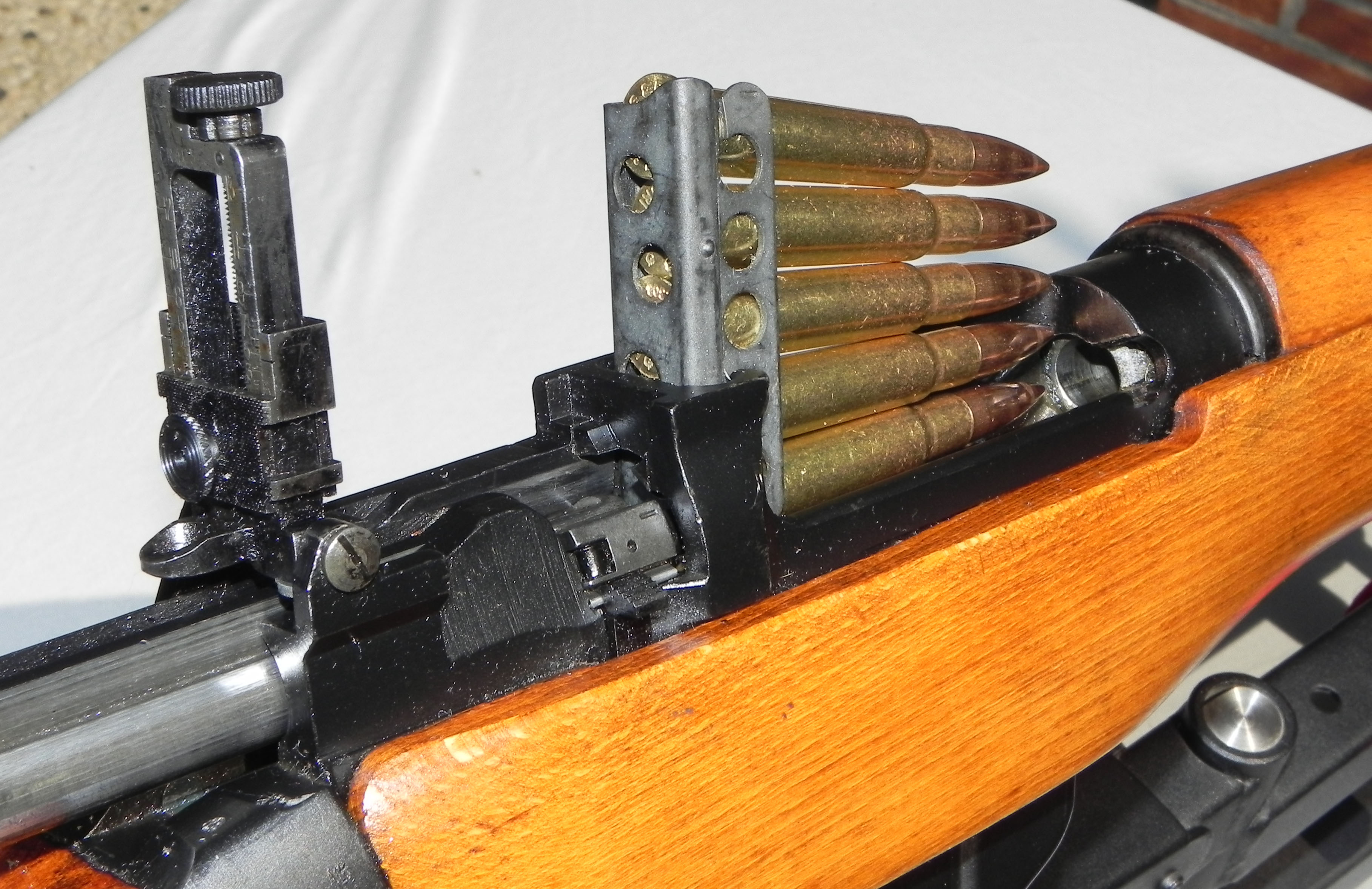
Naboje .303 British w łódce nabojowej podczas ładowania karabinu Lee-Enfield.